# UM Escobedo
UM Escobedo is een Spaanse voetbalclub uit Camargo die uitkomt in de Tercera División. De club werd in 1917 opgericht. De club heeft altijd op het vierde niveau gespeeld. Ondanks kampioenschappen slaagde het er nooit in te promoveren.